# San Romano in Garfagnana
San Romano in Garfagnana ist eine italienische Gemeinde in der Provinz Lucca mit 1328 Einwohnern (Stand 31. Dezember 2023).  

## Geografie

Lage der Gemeinde San Romano in Garfagnana in der Provinz Lucca

Der Ort liegt im oberen Serchiotal in der Garfagnana und gehört zur Comunità Montana della Garfagnana. Das Gemeindegebiet hat Anteil am Nationalpark Toskanisch-Emilianischer Apennin. Die Gemeinde liegt etwa 40 km nördlich der Provinzhauptstadt Lucca und rund 85 km nordwestlich der Regionalhauptstadt Florenz in der klimatischen Einordnung italienischer Gemeinden in der Zone E, 2 805 GG. Der Fluss Serchio verbringt 5 seiner 106 km im Gemeindegebiet. Die Gemeinde gehört zum Erzbistum Lucca.
Zum Ort gehören auch die Fraktionen Caprignana (842 m, ca. 60 Einwohner), Cerreta (425 m, ca. 40 Einwohner), Naggio (475 m, ca. 50 Einwohner), Orzaglia (759 m, ca. 50 Einwohner), Sillicagnana (491 m, ca. 320 Einwohner), Verrucole (655 m, ca. 50 Einwohner), Vibbiana (765 m, ca. 70 Einwohner) und Villetta (448 m, ca. 32 Einwohner). Der Hauptort San Romano in Garfagnana hat ca. 280 Einwohner.
Die Nachbargemeinden sind Camporgiano, Piazza al Serchio, Pieve Fosciana, Sillano Giuncugnano und Villa Collemandina.

## Geschichte
Die unterhalb der Burg Verrucole liegende Località Naggio wurde 793 erstmals als Vico Agio dokumentiert. Bis zum Ende des 13. Jahrhunderts gehörte der Hauptort San Romano zu den Gherardinghi. Danach gelangte der Ort in den Machtbereich von Lucca. Nach dem Tod von Castruccio Castracani ging der Ort an die Malaspina und gelangte auf Weisung von Karl IV. 1369 an Lucca zurück. Nach dem Fall des Luccheser Herrschers Paolo Guinigi 1430 war der Ort für 8 Jahre Florenz anhängig und suchte dann bei Leonello d’Este aus der Familie der Este Schutz und wurde so Teil der Provincia Estense di Garfagnana.

## Sehenswürdigkeiten

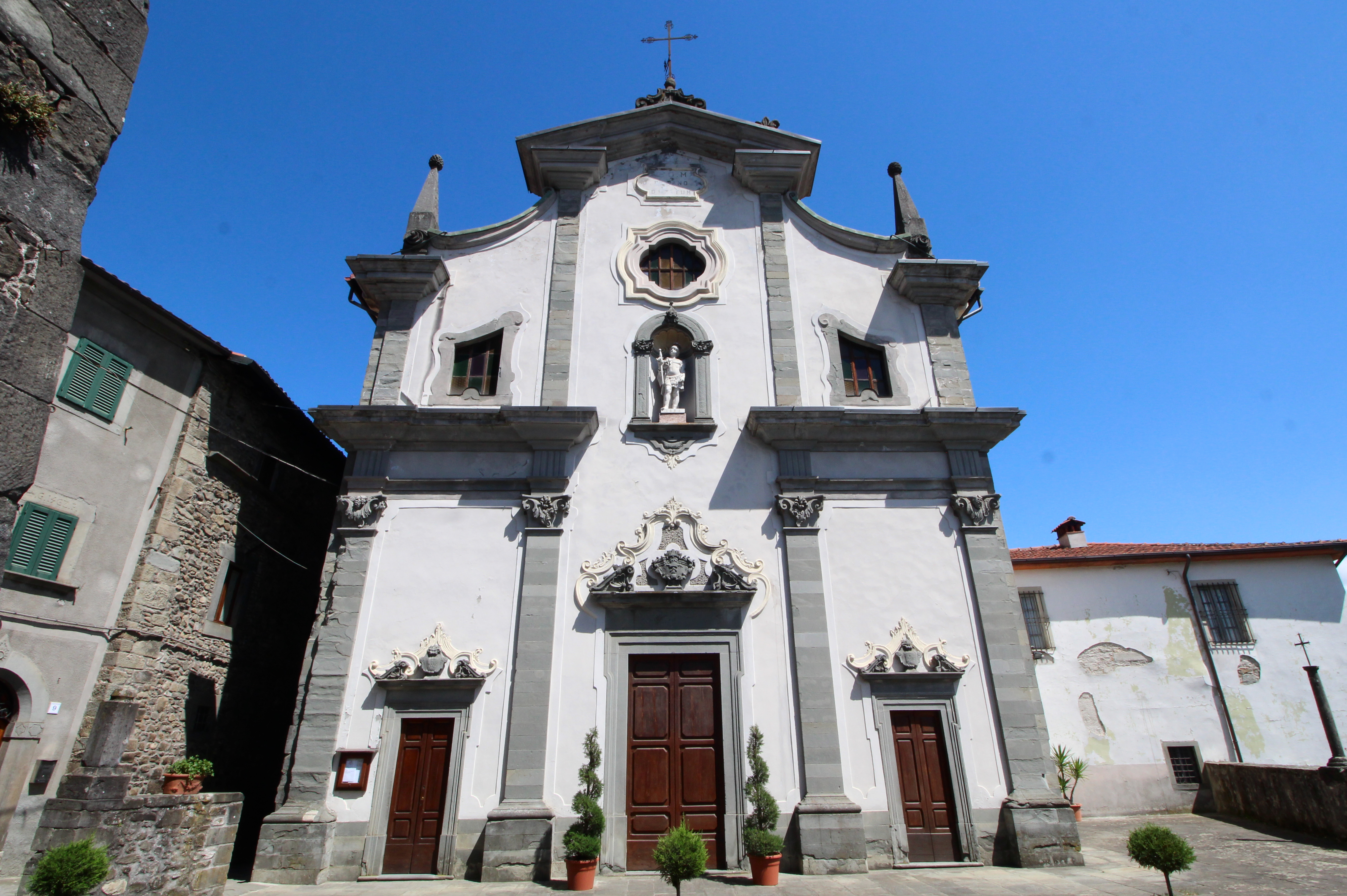
Die Kirche San Romano in San Romano in Garfagnana

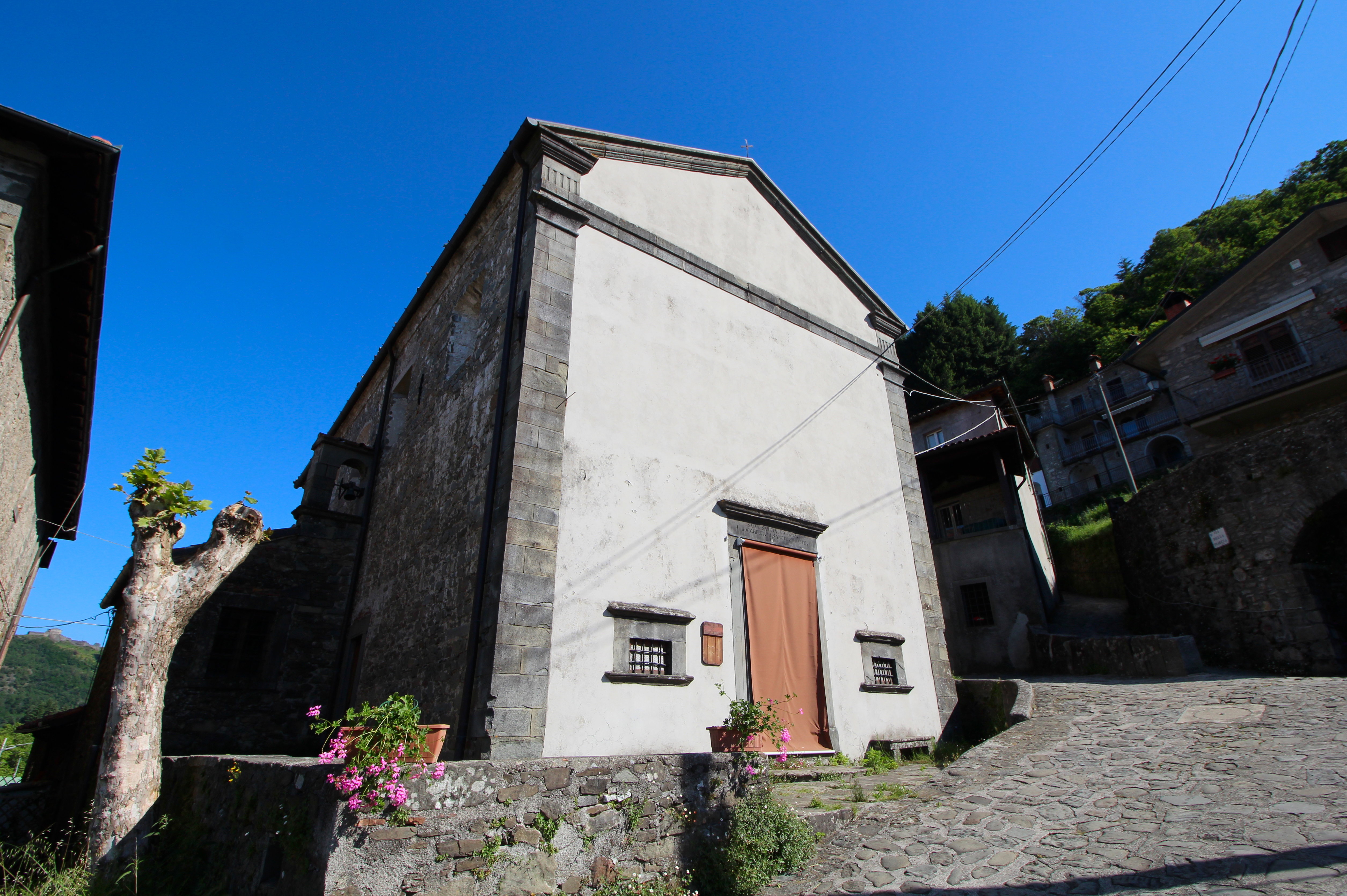
Die Kirche San Rocco in San Romano in Garfagnana

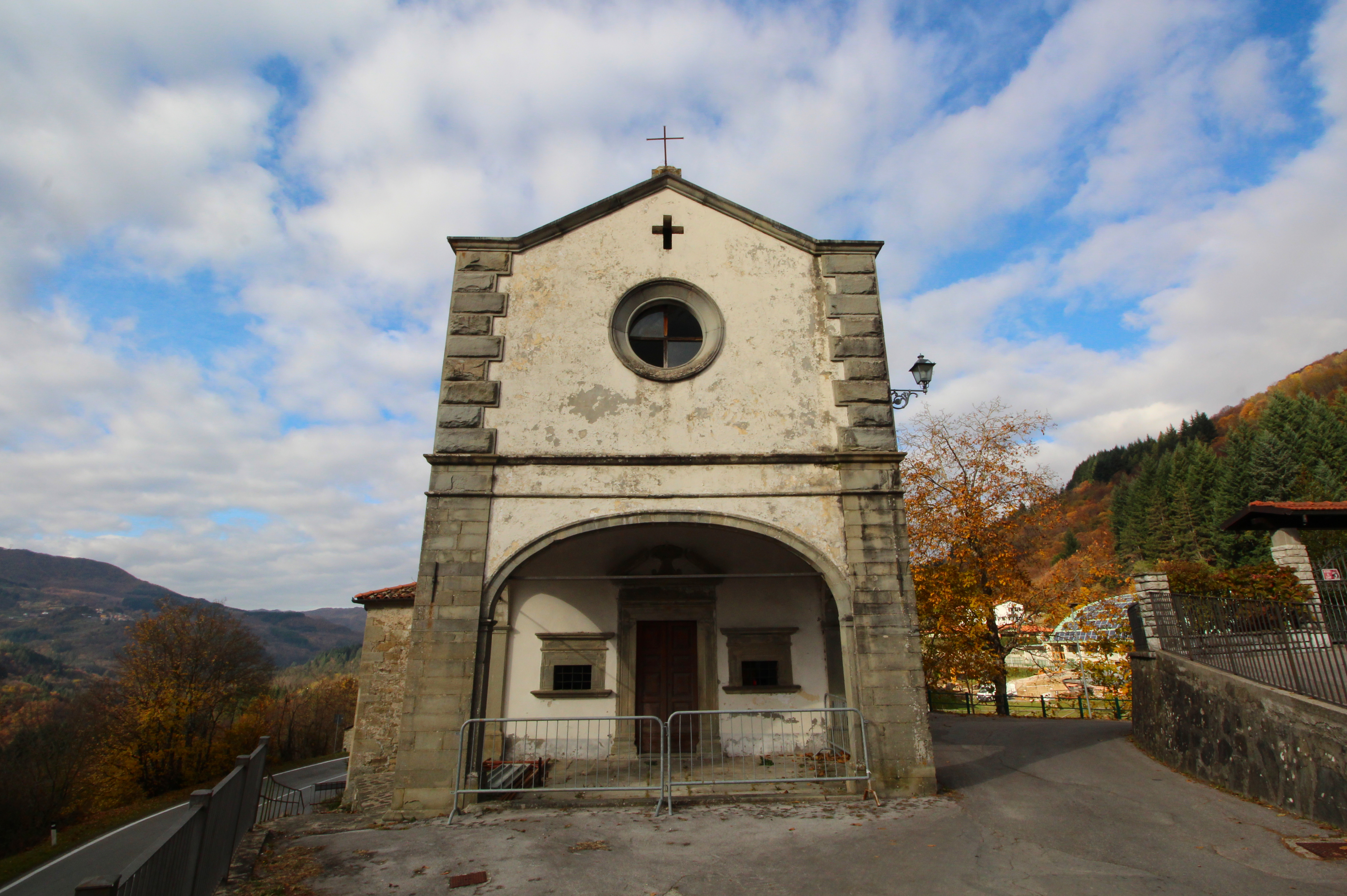
Die Kirche Sant’Antonio in San Romano in Garfagnana

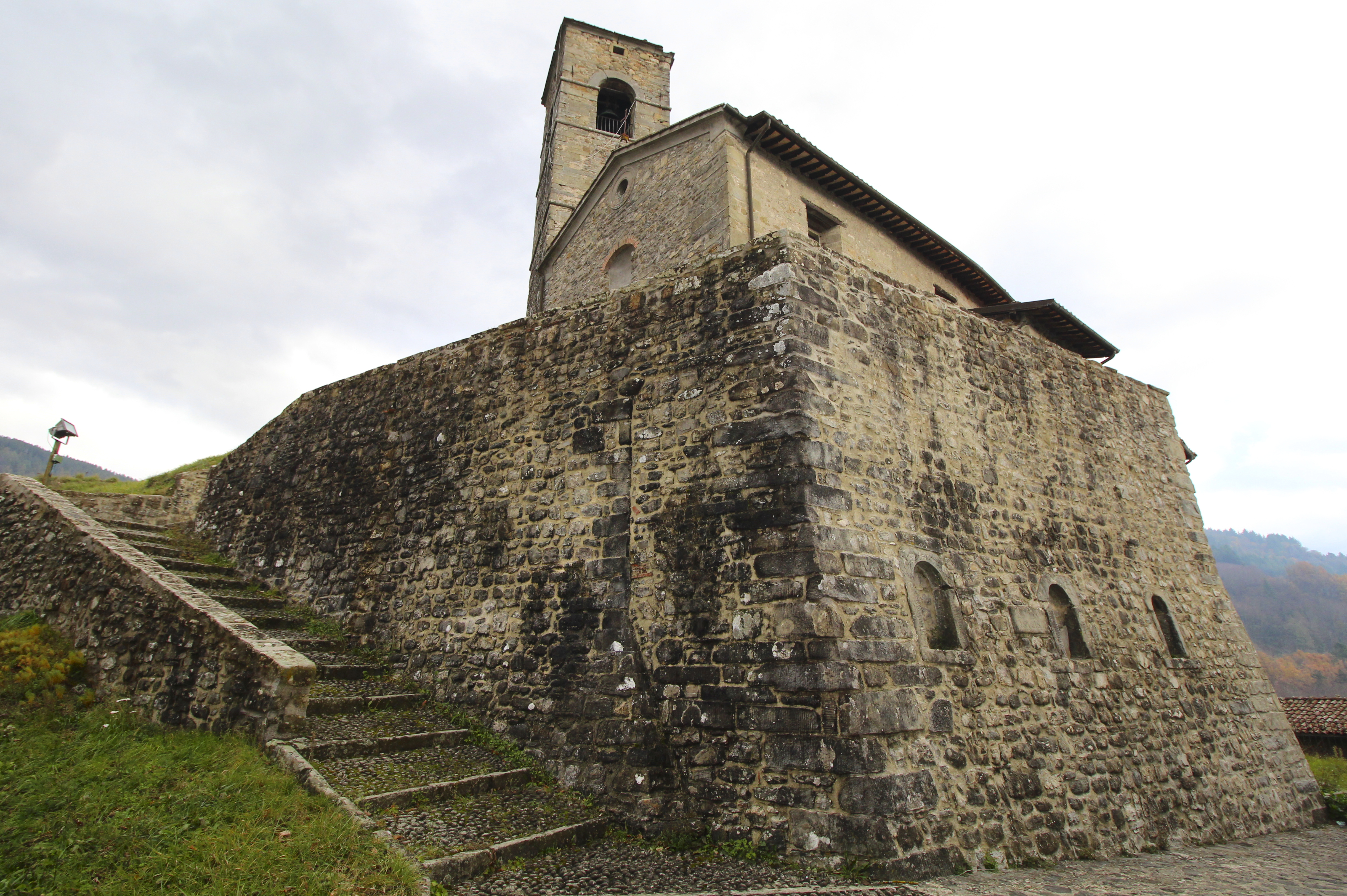
Die Kirche San Pantaleone in Sambuca

- Chiesa di San Romano, Kirche im Ortskern romanischen Ursprungs, die im 15. und 16. Jahrhundert verändert wurde. Das heutige Erscheinungsbild entstand im 18. Jahrhundert.[9]
- Oratorio di San Rocco, Kirche im Ortskern in der Via della Viaccia, 18. Jahrhundert.[10]
- Oratorio di Sant’Antonio, Kirche kurz außerhalb des Ortskerns, 18. Jahrhundert.[11]
- Fortezza delle Verrucole, Festung im Ortsteil Verrucole. Die ältesten Teile der Festung entstanden im 10. Jahrhundert.[12]
- Santuario della Madonna del Bosco, Sanktuarium nahe San Romano in Garfagnana und dem Ortsteil Verrucole. Entstand 1906.[13]
- Chiesa di San Lorenzo, Kirche im Ortsteil Verrucole, die im 15. Jahrhundert erwähnt wurde. Erlitt Schäden bei dem Erdbeben von 1920 und wurde in den folgenden Jahren restauriert. 1985 wurde der Campanile restauriert.[14]
- Chiesa di San Rocco, Kirche im Ortsteil Vibbiana, die 1584 entstand.[15]
- Chiesa dei Santi Giuseppe e Pantaleone, Kirche im Ortsteil Villetta.[16]
- Chiesa di San Pantaleone, Kirche in der Località Sambuca nahe Villetta.[7]
- Chiesa di San Martino, Kirche im Ortsteil Sillicagnana, die bereits 1168 in einem Dokument von Papst Alexander III. erwähnt wurde.[17]
- Oratorio della Madonna Addolorata, Kirche im Ortsteil Sillicagnana.
- Santuario del Santissimo Crocifisso, Sanktuarium kurz außerhalb von Sillicagnana.
- Monumento ai Caduti di Sillicagnana, Denkmal für die Gefallenen der beiden Weltkriege, das 1994 entstand.[18]
- Chiesa di San Giovanni Battista, Kirche im Ortsteil Orzaglia, die 1616 geweiht wurde.[19]
- Oratorio di San Rocco, Oratorium im Ortsteil Orzaglia, 17. Jahrhundert.[20]
- Chiesa di San Giovanni Battista, Kirche im Ortsteil Caprignana. Entstand 1947.[21]
- Chiesa di San Giovanni Battista, Kirchenruine in Caprignana Vecchio. Entstand im 17. Jahrhundert und wurde bei dem Erdbeben von 1920 zerstört.[21]
- Chiesa Santa Croce, Kirche in der Località Naggio.[7]
- Castellaccio di Bacciano, Burgruine nahe der Località Bacciano bei Villetta. Die Burg entstand um das 11./12. Jahrhundert.[22]
- Ponte di Bacciano, Brückenruine am Serchio nahe der Località Bacciano bei Villetta. Wurde erstmals 1345 dokumentiert.[23]
- Ponte di Villetta, Eisenbahnbrücke der Bahnstrecke Aulla–Lucca aus den 1930er Jahren mit einer Länge von 408 m. Der zentrale Bogen hat eine Höhe von 54 m. Wurde im Zweiten Weltkrieg zerstört und in den 1950er Jahren wieder aufgebaut.[24]

## Verkehr
- Der Ort liegt mit dem Haltepunkt Villetta San Romano an der Bahnstrecke Aulla Lunigiana–Lucca.